# Frommea
Frommea is een monotypisch geslacht van roesten in de familie Phragmidiaceae. Het bevat alleen de soort Frommea obtusa-duchesneae.